# GWD Minden
TSV GWD Minden eller Grün-Weiß Dankersen Minden er en håndboldklub fra Minden i Nordrhein-Westfalen, Tyskland. Klubben spiller pt. (2008/2009). I håndboldbundesligaen. Klubbens hjemmekampe spilles i Kampa-Halle, der har plads til 4.059 tilskuere. Klubben har være tysk mester to gange (i 1971 og 1977) og vundet den tyske pokalturnering tre gange (1975, 1976 og 1979). Deres træner hedder Richard Ratka.